# 항성 목록
이 문서는 항성들의 목록을 다루고 있다.

## 기본 목록
위치별
- 별자리에 따라 분류한 항성 목록

이름별
- 항성 고유명칭 목록

근접성 기준
- 가까운 별 목록
- 가까운 밝은 별 목록
- 겉보기 등급순 별 목록

물리적 특징 기준
- 절대 등급 순 별 목록
- 질량이 큰 별 목록
- 반지름 순 별 목록
- 질량이 작은 별 목록
- 에너지가 큰 폭발성 목록

기타
- 중요한 변광성 목록
- 반규칙 변광성 목록
- 외계 행성이 확인된 항성 목록
- 확인되지 않은 외계 행성 목록
- 갈색 왜성 목록

다른 항성 목록
- 유사 태양
- 사람 이름이 붙은 별들
- 항해별
- 지구형 행성 탐사기

주요 항성 목록
- 헨리 드레이퍼 목록

## 기타 항성들
다음에 수록된 항성들은 위 목록에는 없지만 특기할 만한 역사나 성질을 지닌 별들이다.
- BPM 37093 : 다이아몬드 별, 루시로 불린다.
- 백조자리 X-1 : 엑스선 방출원
- HE0107-5240 : 지금까지 발견된 별들 중 가장 늙은 별.
- HR 465 : 화학적으로 특이한 변광성
- 네메시스 : 태양의 동반성으로 설정된, 가상의 별.
- OGLE-TR-122b : 발견된 별들 중 가장 질량이 작은 존재.
- 백조자리 P : 17세기에 갑자기 밝아진 별
- WNC4 : 메시에 천체 40
- 목동자리 제타 : 관측에 반점화상법이 응용된 항성계

## 같이 보기
- 천체 명명
- 항성
- 성표

## 참고 문헌
- SIMBAD 천문학 데이터베이스